# Finnish Forest Certification System
FFCS (Finnish Forest Certification System) ist ein finnisches Waldzertifizierungssystem. Es umfasst 37 Kriterien und ist in das Programme for Endorsement of Forest Certification Schemes (PEFC) der führenden Forstwirtschaftsnationen Europas aufgenommen. Dass FFCS ist auf die in Finnland verbreiteten kleinflächigen privaten Waldbesitze zugeschnitten und ist an internationale Standards (wie das PEFC) koppelbar. Es soll unparteiisch dafür sorgen, dass Wälder und Natur in nachhaltiger Weise gepflegt und genutzt werden.

## Geschichte
Die Entwicklung begann 1995 und baut auf von 1993 bis 1998 aufgebaute paneuropäische Indikatoren für Nachhaltigkeit. 1999 wurde es fertiggestellt und seitdem sind 95 % (22 Mio. Hektar) nach diesem System zertifiziert worden und 350.000 private Waldeigentümer verpflichteten sich zum Einhalt des FFCS-Standards.

## Vorstellungen
Das System fundiert auf dem freiwilligen Engagement der Teilnehmer und es liegen keine gesetzlichen Regeln vor. Die Kriterien werden in demokratischer Zusammenarbeit vereinbart und sollen auf international vereinbarten Grundsätzen für eine nachhaltige Waldbewirtschaftung wie auch auf internationale Zertifizierungsprozesse fundieren.
FFCS beruht auf regionaler Gruppenzertifizierung. Man entschied sich für diesen Ansatz, da die privaten finnischen Forstbetriebe nicht sehr groß sind – vor allem die ökologischen Standards lassen sich praktisch nur auf größeren Flächen erfüllen. Somit schloss man mehrere kleine Betriebe zu Gebietseinheiten zusammen.
Es gibt inzwischen 37 Kriterien einer nachhaltigen Forstwirtschaft. Die Anforderungen und Bestimmungen sind in acht Standards zusammengefasst. Diese umfassen alle von der Waldzertifizierung vorausgesetzten Teilfaktoren, wie die Anforderungen: an die Pflege und Nutzung der Wälder, an den Nachweis der Herkunft des Holzes und an die Kompetenz und Qualität der externen Auditierung. Darum beinhaltet es zwei Zertifikate: ein Waldzertifikat und ein Zertifikat über die Herkunftskette des Holzes. Mit dem System wurde ein auf die Struktur und die geographische Lage der finnischen Wälder ausgerichteter Waldbewirtschaftungsstandard erarbeitet.